# Północno-Zachodni Okręg Federalny
Północno-Zachodni Okręg Federalny (ros. Северо-западный федеральный округ) – jeden z ośmiu federalnych okręgów Rosji, położony na północy europejskiej części Rosji.

## Dane ogólne
Powierzchnia: 1 686 972 km² (9,85% powierzchni Rosji).
Ludność w 2021 wynosiła 13 941 959 mieszkańców (9,54% ludności Rosji).
Gęstość zaludnienia: 8,26 os./km².
Centrum administracyjnym Północno-Zachodniego OF jest Petersburg.
Najważniejsze miasta: Petersburg, Archangielsk, Czerepowiec, Królewiec, Murmańsk, Nowogród Wielki, Pietrozawodsk, Psków, Siewierodwińsk, Syktywkar, Wołogda.
Republiki: Karelia, Komi.
Obwody: archangielski, królewiecki, leningradzki, murmański, nowogrodzki, pskowski, wołogodzki.
Okręg autonomiczny: Nieniecki